# Cephalocassis manillensis
Cephalocassis manillensis är en fiskart som först beskrevs av Valenciennes, 1840.  Cephalocassis manillensis ingår i släktet Cephalocassis och familjen Ariidae. Inga underarter finns listade i Catalogue of Life.